# Brigada de Sanidad (España)

Escudo de la Brigada de Sanidad.

Guion de la Brigada.

La Agrupación de Sanidad (AGRUSAN), hasta mediados de 2020 Brigada de Sanidad (BRISAN), es un conjunto de unidades de apoyo logístico del Ejército de Tierra de España bajo un mando único, adiestradas y equipadas para prestar el apoyo sanitario a las unidades en operaciones, de acuerdo con la doctrina militar. La Agrupación de Sanidad facilita asistencia a las unidades centrales operativas del Ejército de Tierra cuando es insuficiente la procedente de la estructura permanente de apoyo. También atiende las necesidades generadas en misiones de apoyo, conforme a lo que se establezca en el Sistema de Mando y Dirección del Ejército de Tierra. Orgánicamente, la Agrupación de Sanidad depende de la Brigada Logística. Se estableció entre los años 2003 y 2005, aprobándose su estructura el 12 de diciembre de 2004. La sede de su cuartel general se encuentra en el Acuartelamiento "General Cavalcanti", en la localidad madrileña de Pozuelo de Alarcón. En el mes de abril del año 2018 se introdujo un pequeño cambio en el lema de unidad, que pasó de Siempre donde nos necesitan a Siempre donde nos necesitas.

La Agrupación de Sanidad está integrada por:
- Cuartel General en Pozuelo de Alarcón  (Madrid)
  - Estado Mayor
  - Unidad de Apoyo al Cuartel General
  - Sección de Asuntos Económicos
  - Oficina de Comunicación
- Agrupación de Sanidad n.º 1 en Pozuelo de Alarcón (Madrid)
- Agrupación de Sanidad n.º 3 en Zaragoza
- Agrupación de Hospital de Campaña en Madrid
- Unidad de Apoyo Logístico Sanitario en Madrid

A partir de septiembre de 2020, fruto de una nueva reorganización del Ejército de Tierra,según la Orden DEF/708/2020, de 27 de julio que recoge el desarrollo de la organización básica del Ejército de Tierra, publicada en el Boletín Oficial de Defensa número 152 de 2020, pasa de ser Brigada a Agrupación y se encuadra en la Brigada Logística que a su vez se encuadra en el nuevo Mando de Apoyo a la Maniobra de la Fuerza Terrestre.